# Europees kampioenschap voetbal onder 21 - 2007/Wedstrijden Jong Oranje

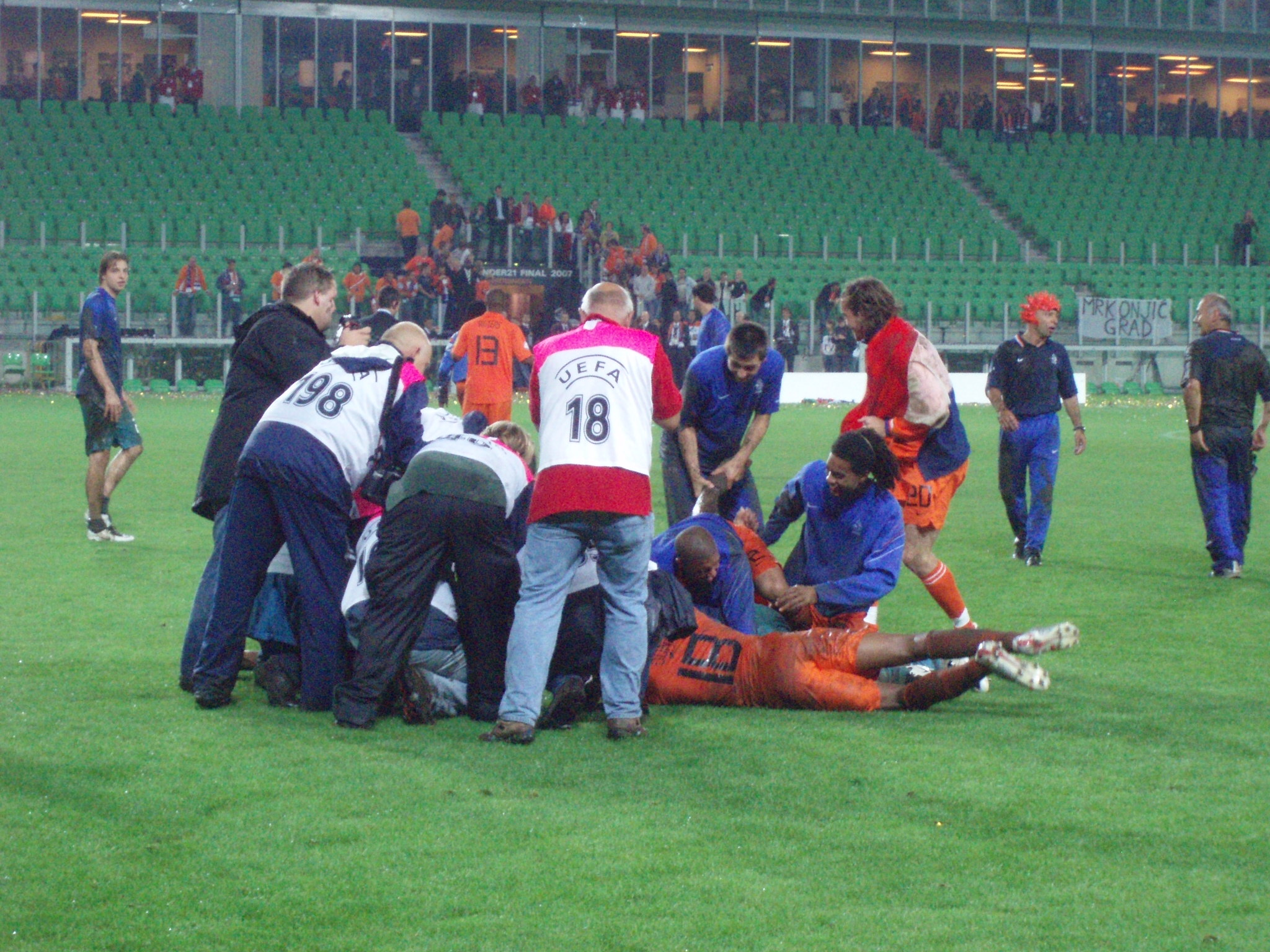
Het Nederlands elftal na hun overwinning in de finale op Servië in 2007

Op het Europees kampioenschap voetbal onder 21 - 2007 schreef Jong Oranje geschiedenis door zich te plaatsen voor de Olympische Zomerspelen 2008 in Peking (China). Dat Oranje meedoet aan de Spelen is voor het eerst sinds 1952.

## Eerste wedstrijd
Jong Oranje won de openingswedstrijd tegen Jong Israël met 1-0, het winnende doelpunt werd al vroeg gemaakt door Hedwiges Maduro. Foppe de Haan had gekozen voor een behoudend systeem met twee spitsen, terwijl zijn Israëlische collega Gai Levi slechts één spits opstelde. Deze wedstrijd stelde daarom ook niet veel voor.

## Tweede wedstrijd
De tweede wedstrijd echter was iets meer spektakel, Jong Oranje wist die wedstrijd te winnen van Jong Portugal met 2-1. Met doelpunten aan Nederlandse kant van Ryan Babel (uit een strafschop) en Maceo Rigters. Voor Portugal scoorde Veloso uit een vrije trap, twee minuten nadat Rigters had gescoord. Door deze wedstrijd te winnen schreef het team geschiedenis want daardoor kwalificeerde Jong Oranje zich voor de halve finale en de Olympische Spelen (iets wat sinds 1952 niet meer is gebeurd).

## Derde wedstrijd
Het derde pouleduel speelde Oranje gelijk tegen Jong België, dat slecht leek te beginnen doordat de jonge Duivels al snel op voorsprong kwamen door Kevin Mirallas.
Een paar minuten later scoorde Maceo Rigters zijn tweede doelpunt op dit toernooi en voor rust kwam Jong Oranje zelfs op voorsprong. Hierbij kreeg het hulp van de Belgische doelman Bailly, want hij verkeek zich lelijk op een vrije trap van Royston Drenthe. Uiteindelijk was er een fout van doelman Kenneth Vermeer voor nodig om de stand naar 2-2 te tillen. De doelman van Ajax leek te schrikken van een hard schot van vleugelverdediger Sebastien Pocognoli, waardoor het schot van de linksback prompt in het dak van het Nederlandse doel vloog. Door deze uitslag plaatste België zich voor de halve finale en voor de Olympische Spelen (waaraan de Belgen zelfs sinds de Olympische Zomerspelen 1928 in Amsterdam niet meer mee hebben gedaan).

## Halve finale
Jong Oranje die als eerste in de groep eindigde, trof in het Abe Lenstra Stadion jong Engeland in de halve finale. Het werd een zeer spannende wedstrijd. Oranje kwam er in de eerste helft nauwelijks aan te pas, en in de 39ste minuut scoorde Leroy Lita de 0-1. Lita ( spelend bij Reading) was de hele tijd dreigend voor het Nederlandse doel, maar doordat Oranje steeds dreigender werd, haalde de Engelse coach Stuart Pearce hem naar de kant voor de verdediger Anton Ferdinand. Pas laat in de tweede helft had Oranje op de 0-1 een antwoord - Foppe had ondertussen verschillende aanvallers het veld ingestuurd - met een omhaal van  Maceo Rigters die in de 89ste minuut leidde tot de 1-1. Hierdoor bleef Foppe met zijn team in de wedstrijd, en moest er een verlenging aan te pas komen om de wedstrijd te beslissen. Jong Oranje speelde de verlenging grotendeels met een man meer omdat Nedum Onuoha geblesseerd raakte en Stuart Pearce geen wissels meer over had. Jong Oranje profiteerde hier niet van, en daarom mondde het uiteindelijk uit op penalty's. De Engelse verdediger Steven Taylor weigerde toen in eerste instantie zijn penalty te nemen, vanwege een blessure. Foppe de Haan liep toen demonstratief het veld op om te zorgen dat hij toch zijn penalty moest nemen. Uiteindelijk scoorde ook hij. Het liep uit op een lange en een van de spannendste penaltyreeksen ooit; in totaal waren er 32 penalty's nodig om tot een winnaar te komen. De laatste penalty was voor de SC Heerenveen verdediger Gianni Zuiverloon en mede door de uitstekend keepende AZ doelman Boy Waterman, die in totaal 3 ballen tegenhield, heeft Jong Oranje deze penaltyreeks gewonnen en speelt het team daarom voor het tweede achtereenvolgende jaar in de finale.

## Finale
Op 23 juni won Oranje deze finale met 4-1 van Jong Servië. Het eerste doelpunt kwam van Otman Bakkal op aangeven van Daniël de Ridder. De eerste helft werd redelijk uitgespeeld met overigens nog wel een grote kans voor de Ridder. In de tweede helft begon Jong Oranje een beetje twijfelend maar kwam uiteindelijk wel op gang. Ryan Babel scoorde het tweede doelpunt en zorgde ook voor de derde treffer door een steekpass te geven op Maceo Rigters die vervolgens scoorde. Dit was Rigters vierde doelpunt en hierdoor werd hij topscoorder van het toernooi. Later miste Ryan Babel een penalty en scoorden de Serviërs nog de 3-1, maar de invaller Luigi Bruins maakte vlak voor tijd nog de 4-1. Jong Oranje was kampioen van het EK 2007.